# Bohrinsel Typ KMAR CS 30
Bei der Bohrinsel Typ KMAR CS 30 handelt es sich um eine halbtauchende, selbstpositionierende Bohrinsel für Erkundungs- und Erschließungsbohrungen sowie der Instandhaltung bereits vorhandener Bohrstellen im norwegischen Kontinentalschelf. Die Bohrinsel kann weltweit eingesetzt werden und in Wassertiefen bis 500 m operieren. Mit entsprechender Zusatzausrüstung ist der Betrieb auch in bis zu 8500 m Wassertiefe möglich.
Sechs um 360° schwenkbare und je 600 kN Schub leistende Azimut-Thruster sorgen mittels digitaler GPS-Steuerung (DP) für die exakte, vollautomatische Positionierung der Bohrplattform.
Diese Bohrinsel ist die erste, die seit fast 20 Jahren wieder in Deutschland gebaut wurde. Die Bauwerft Kvaerner Warnow Werft GmbH begann mit dem Brennschnitt am 4. Oktober 1999. Kiellegung erfolgte am 3. Juli 2000, das Ausdocken fand am 20. Januar 2001 statt. Abgeliefert wurde die Bohrinsel am 18. August 2001. Die Bohrinsel wurde auf den Namen Stena Don getauft.
Der Bau und die Überführung zwangen aufgrund der Größe der Plattform zu modernen Technologien. Wegen der geringeren Breite des Baudocks wurde die Plattform nur „einbeinig“ gebaut. Beim Ausdocken wurde die Barge Bobarge 20 gechartert, die halbgetaucht unter die Bohrinsel bugsiert wurde und nach ihrem Aufschwimmen im Dock die Bohrinsel anhob und stabil hielt. An der Ausrüstungspier angekommen, wurde der zweite Ponton montiert. Auch die Überführung gestaltete sich interessant. Aufgrund der Höhe konnte der Öresund nicht passiert werden, da die Brücke zu niedrig war. Also musste der Drogden-Kanal bei Kopenhagen passiert werden. Dies funktionierte, aber wegen des Tiefgangs wiederum nur ohne die Thruster, welche nach der Ankunft im norwegischen Bergen unter Wasser montiert wurden.
Heute hat die Bohrplattform bereits Windstärken von bis zu 185 km/h gut überstanden und arbeitet in der Nordsee.

## Technische Daten
| Schiffsname                       | Stena Don                                               |
| --------------------------------- | ------------------------------------------------------- |
| Bauwerft                          | Kvaerner Warnow Werft GmbH                              |
| Bau-Nr.                           | 400                                                     |
| Auftraggeber                      | Stena Drilling Ltd. Aberdeen, Großbritannien            |
| Flagge                            | Marshallinseln                                          |
| Registerhafen                     | Hamilton                                                |
| IMO-Nr.                           | 8764418                                                 |
| Rufzeichen                        | V7GX3                                                   |
| Länge über alles                  | 105,00 m                                                |
| Länge des Plattformdecks          | 72,20 m                                                 |
| Breite des Plattformdecks         | 76,00 m                                                 |
| Länge der Pontons                 | 95,50 m                                                 |
| Breite der Pontons                | 13,00 m                                                 |
| Distanz zwischen den Pontonachsen | 56,00 m                                                 |
| Höhe bis Hauptdeck                | 33,50 m                                                 |
| Höhe bis Bohrtisch                | 45,50 m                                                 |
| Bohrturmhöhe                      | 100,00 m                                                |
| Transittiefgang                   | 11,50 m                                                 |
| Einsatztiefgang                   | 21,50 m                                                 |
| Verdrängung bei Einsatz           | 33.000 tdw                                              |
| Tragfähigkeit max.                | ca. 3.700 t                                             |
| Installierte Leistung             | 32.900 kW                                               |
| Antrieb                           | 9 × Wärtsilä - 16V25, gekoppelt mit Siemens-Generatoren |
| Reisegeschwindigkeit              | 8,00 kn – ca. 14,8 km/h                                 |
| Einsatzwassertiefe                | 130 – 500 m                                             |
| Unterkünfte für das Personal      | 102 Personen                                            |